# Venerina atmosfera
Venerina atmosfera je sloj plinova koji okružuje Veneru i koji zadržava Venerina gravitacija. Sastoji se uglavnom od ugljičnog dioksida i mnogo je gušći i topliji od Zemlje. Temperatura na površini je 740 K (467 °C), a tlak iznosi 93 bara (9,3 MPa), otprilike kao tlak 900 m ispod razine mora na Zemlji. Venerina atmosfera podržava neprozirne oblake sumporne kiseline, što onemogućava optičko promatranje površine na Zemlji i u orbiti. Podaci o topografiji dobiveni su isključivo radarskim snimanjem. Pored ugljičnog dioksida, druga glavna komponenta je dušik. Ostali kemijski spojevi prisutni su samo u tragovima. 
Osim samih površinskih slojeva, atmosfera je u stanju snažne cirkulacije. Gornji sloj troposfere pokazuje fenomen super rotacije, u kojem atmosfera kruži planetom u samo četiri zemaljska dana, i to mnogo brže od današnjeg dana na Veneri koji traje 243 dana. Vjetrovi koji podržavaju super rotaciju pušu brzinom od 100 m/s (≈360 km/h)  ili više. Vjetrovi se u višim slojevima kreću i do 60 puta brže od brzine rotacije planeta, dok Zemljini najbrži vjetrovi imaju samo 10% do 20% brzine rotacije. S druge strane, brzina vjetra postaje sve sporija kako se uspon s površine smanjuje, a povjetarac jedva doseže brzinu od 10 km/h (2,8 m/s) na površini. Brzina je vjetra na tlu oko 1 m/s. U blizini polova nalaze se anticiklonalne strukture nazvane polarni vrtlozi. Svaki vrtlog je dvostruk i pokazuje karakterističan uzorak oblaka u obliku slova S. Iznad je srednji sloj mezosfere koji odvaja troposferu od termosfere. Termosfera također jako cirkulira, ali je vrlo različite prirode -  plinovi se griju i djelomično su ionizirani od Sunca na sunčanoj hemisferi i kasnije migriraju na tamnu hemisferu. 
Za razliku od Zemlje, Veneri nedostaje magnetsko polje. Njena ionosfera odvaja atmosferu od svemira i sunčevog vjetra. Ovaj ionizirani sloj isključuje solarno magnetsko polje, dajući Veneri posebno magnetsko okruženje. To se smatra Venerinom induciranom magnetosferom. Laganiji plinovi, uključujući vodenu paru, solarni vjetar kontinuirano otpuhuje kroz rep inducirane magnetosfere. Nagađa se da je atmosfera Venere do oko prije 4 milijarde godina bila slična Zemljinoj s tekućom vodom na površini. Učinak stakleničkih plinova može biti uzrokovan isparavanjem površinske vode i naknadnim porastom razine drugih stakleničkih plinova. Bez tog učinka, zbog velikoga albeda atmosfere (0,65), temperatura bi na površini bila oko –20 °C, iako je Suncu bliže nego Zemlja.
Unatoč teškim uvjetima na površini, atmosferski tlak i temperatura na oko 50 km do 65 km iznad površine planeta gotovo je jednak onima na Zemlji, što čini njegovu gornju atmosferu najsličnijim područjem Zemlji u cijelom Sunčevom sustavu, čak sličnija nego površina Marsa. Zbog sličnosti tlaka i temperature i činjenice da je dišući zrak (21% kisika, 78% dušika ) lagani plin na Veneri na isti način kao što je helij plin lakši od zraka na Zemlji, gornja atmosfera je predložena kao mjesto i za istraživanje i za kolonizaciju.
Dana 29. siječnja 2013. znanstvenici ESA-e izvijestili su da ionosfera Venere struji prema van na način sličan "ionskom repu viđenom iz kometa u sličnim uvjetima".

## Struktura i sastav
Atmosfera Venere sastoji se od 96,5% ugljičnog dioksida, 3,5% dušika i tragova drugih plinova; ugljikovog monoksida (50 ppm), argona (70 ppm), vode (50 ppm), sumporovog dioksida (60 ppm), kisika (do 20 ppm), klorovodika (0,5 ppm), fluorovodika (5 · 10–3 ppm). Količina dušika u atmosferi je relativno mala u usporedbi s količinom ugljičnog dioksida, ali budući da je atmosfera toliko gušća od one na Zemlji, njen je ukupni sadržaj dušika otprilike četiri puta veći od Zemljine, iako na Zemlji dušik čini oko 78% atmosfere.
Atmosfera sadrži niz spojeva u malim količinama, uključujući neke na bazi vodika, poput klorovodika (HCl) i fluorovodika (HF). Tu su i ugljični monoksid, vodena para i atomski kisik. Velika količina vodika je vjerojatno iz atmosfere pobjegla u svemir, pri čemu je ostatak uglavnom povezan u sumpornoj kiselini i sumporovodiku. Gubitak značajnih količina vodika dokazuje se vrlo visokim omjerom D-H izmjerenim u atmosferi Venere. Omjer je oko 0,015–0,025, što je 100–150 puta više od zemaljske vrijednosti od 1,6 ·10−4. Prema nekim mjerenjima, u gornjoj atmosferi D/H omjer je 1,5 veći nego u rasuloj atmosferi.  
|             |            |                        |
| Visina (km) | Temp. (°C) | Atmosferski tlak (atm) |
| 0           | 462        | 92,10                  |
| 5           | 424        | 66,65                  |
| 10          | 385        | 47,39                  |
| 15          | 348        | 33,04                  |
| 20          | 306        | 22,52                  |
| 25          | 264        | 14,93                  |
| 30          | 222        | 9,851                  |
| 35          | 180        | 5,917                  |
| 40          | 143        | 3,501                  |
| 45          | 110        | 1,979                  |
| 50          | 75         | 1,066                  |
| 55          | 27         | 0,5314                 |
| 60          | −10        | 0,2357                 |
| 65          | −30        | 0,09765                |
| 70          | −43        | 0,03690                |
| 80          | −76        | 0,004760               |
| 90          | −104       | 0,0003736              |
| 100         | −112       | 0,00002660             |

### Troposfera
Atmosfera je podijeljena na nekoliko dijelova ovisno o nadmorskoj visini. Najgušći dio atmosfere, troposfera, počinje na površini i proteže se do 65 km. Na površini poput peći vjetrovi su spori, ali na vrhu troposfere temperatura i tlak dosežu razine slične Zemlji i oblaci imaju brzinu do 100 m/s (360 km/h).
Atmosferski tlak na površini Venere je oko 92 puta veći od Zemlje, sličan tlaku 900 m ispod površine oceana. Atmosfera ima masu 4,8 ·1020 kg, što je oko 93 puta veće od mase ukupne atmosfere na Zemlji. Gustoća zraka na površini je 67 kg/m3, što je 6,5% gustoće tekuće vode na Zemlji. Tlak pronađen na površini Venere dovoljno je visok da ugljični dioksid tehnički nije više plin, već nadkritična tekućina. Ovaj nadkritični ugljični dioksid tvori svojevrsno more koje prekriva cijelu površinu Venere. Ovo more nadkritičnog ugljičnog dioksida prenosi toplinu vrlo učinkovito, sprečavajući temperaturne promjene između noći i dana (koje traju 56 zemaljskih dana).
Velika količina CO2 u atmosferi, zajedno s vodenom parom i sumporovim dioksidom, stvaraju snažan efekt staklenika, zadržavajući solarnu energiju i podižući površinsku temperaturu na oko 740 K (467 °C), topliju od bilo kojeg drugog planeta u Sunčevom sustavu, čak i od Merkura, iako se nalazi dalje od Sunca i prima samo 25% sunčeve energije (po jedinici površine) koju prima Merkur. Prosječna temperatura na površini je iznad tališta olova (600 K, 327 °C), kositra (505 K, 232 °C) i cinka (693 K, 420 °C). Gusta troposfera također čini temperaturnu razliku između dnevne i noćne strane, iako spora retrogradna rotacija planeta uzrokuje da jedan sunčani dan traje 116,5 Zemljinih dana. Površina Venere provodi 58,3 dana u tami prije nego što se sunce ponovo digne iza oblaka.
Troposfera na Veneri sadrži 99% atmosfere po masi. Devedeset posto atmosfere Venere nalazi se unutar 28 km iznad površine; za usporedbu, 90% Zemljine atmosfere je unutar 10 km iznad površine. Na visini od 50 km atmosferski tlak je približno jednak onome na površini Zemlje. Na noćnoj strani Venere još uvijek se mogu naći oblaci na 80 km iznad površine.
Visina troposfere koja je najsličnija Zemlji blizu je tropopauze - granice između troposfere i mezosfere. Nalazi se malo iznad 50 km. Prema mjerenjima sondi Magellan i Venus Express, nadmorska visina od 52,5 do 54 km ima temperaturu između 293 K (20 °C) i 310 K (37 °C), a nadmorska visina 49,5 km iznad površine posjeduje tlak jednak onom Zemlje na razini mora. Budući da će svemirski brodovi s posadom poslani na Veneru moći nadoknaditi razlike u temperaturi do određene mjere, bilo gdje od oko 50 do 54 km ili tako iznad površine bila bi najlakša nadmorska visina na kojoj će se vršiti istraživanja ili biti osnovana kolonija, gdje bi temperatura bila u ključnom rasponu „tekuće vode“ od 273 K (0 °C) do 323 K (50 °C) i zračni tlak isti kao u područjima koja žive u Zemlji. Kako je CO2 teži od zraka, zrak u koloniji (dušik i kisik) mogao bi održavati strukturu koja pluta na toj visini poput zračnog broda.  

### Gornja atmosfera i ionosfera

#### Gornja atmosfera
Mezosfera na Veneri proteže se od 65 km do 120 km visine, a termosfera počinje otprilike na visini od 120 km, dostižući na kraju gornju granicu atmosfere (egzosferu) na oko 220 do 350 km.
Venerina mezosfera može se podijeliti u dva sloja: donji između 62–73 km, i gornji između 73–95 km. U prvom sloju temperatura je gotovo konstantna na 230 K (-43 °C). U drugom sloju temperatura ponovo počinje padati i doseže oko 165 K (−108 °C) na nadmorskoj visini od 95 km, gdje započinje mezopauza. To je najhladniji dio atmosfere Venerine dnevne strane. U dnevnoj mezopauzi, koja služi kao granica između mezofere i termosfere, a nalazi se između 95-120 km, temperatura raste do konstantne - oko 300–400 K (27–127 °C) - vrijednost koja prevladava u termosferi. Suprotno tome, Venerina termosfera na noćnoj strani najhladnije je mjesto na Veneri s temperaturom čak 100 K (−173 °C). Još se naziva i kriosfera.
Uzorci cirkulacije u gornjoj mezosferi i termosferi Venere potpuno su različiti od onih u donjoj atmosferi. Na visinama od 90–150 km, Venerin se zrak kreće od dnevne prema noćnoj strani planeta, uzdižući se nad osvijetljenom sunčanom polovicom i spuštajući se nad tamnom. Spuštanje preko noći prouzrokuje adijabatsko zagrijavanje zraka, što u visini od 90–120 km stvara topli sloj u noćnoj mezosferi. Temperatura ovog sloja je 230 K (-43 °C), te je daleko viša od uobičajene temperature koja se nalazi u noćnoj termosferi — 100 K (−173 °C). Zrak koji cirkulira s dnevne polovice također nosi atome kisika koji nakon rekombinacije stvaraju molekule kisika u dugovječnom singletnom stanju (1Δg), koji se zatim opuštaju i emitiraju infracrveno zračenje na valnoj duljini od 1,27 μm. Ovo zračenje iz nadmorske visine od 90–100 km se često promatra sa Zemlje i svemirskim letjelicama. Noćna gornja mezofera i termosfera Venere također su izvor ne-lokalnih termodinamičkih ravnotežnih emisija CO2 i molekula dušičnog oksida, koji su odgovorni za nisku temperaturu noćne termosfere.
Sonda Venus Express pokazala je zvjezdanom okultacijom da se atmosferska izmaglica širi znatno dalje na noćnoj strani nego na dnevnoj. Na dnevnoj strani sloj oblaka ima debljinu od 20 km i prostire se na oko 65 km, dok na noćnoj strani sloj oblaka u obliku guste izmaglice doseže i do 90 km u visinu - daleko u mezosferu, nastavljajući još dalje do 105 km kao prozirnija izmaglica. Svemirska letjelica je 2011. otkrila da Venera ima tanki ozonski omotač na nadmorskoj visini od 100 km.

#### Ionosfera
Venera ima proširenu ionosferu smještenu na nadmorskim visinama 120-300 km. Ionosfera se gotovo podudara s termosferom. Visoke razine ionizacije održavaju se samo tijekom dana na planetu. Preko noći koncentracija elektrona iznosi gotovo nula. Ionosfera Venere sastoji se od tri sloja: v1 između 120 i 130 km, v2 između 140 i 160   km i v3 između 200 i 250 km. Možda postoji dodatni sloj blizu 180   km. Maksimalna gustoća volumena elektrona (broj elektrona u jedinici volumena) 3 ·1011 m−3 je dostignut u sloju v2 blizu subsolarne točke. Ionopauza se nalazi na visinama 220–375 km i odvaja plazmu planetarnog podrijetla od one inducirane magnetosfere. Glavne ionske vrste u v1 i v2 slojevima je O2+ ion, a v3 sloj se sastoji od O+ iona. Opaženo je da je ionosferna plazma u pokretu; solarna fotoionizacija na dnevnoj i ionska rekombinacija na noćnoj strani, su procesi uglavnom odgovorni za ubrzanje plazme do promatranih brzina. Čini se da je protok plazme dovoljan da održava noćnu ionosferu na ili blizu promatrane srednje razine gustoće iona.

### Inducirana magnetosfera
Poznato je da Venera nema magnetsko polje. Razlog njegove odsutnosti uopće nije jasan, ali može biti povezan sa smanjenim intenzitetom konvekcije u Venerinom plaštu. Venera ima samo induciranu magnetosferu koju formira Sunčevo magnetsko polje nošeno sunčevim vjetrom. Inducirana magnetosfera Venere ima udarni front, magnetski plašt, magnetopauzu i magnetski rep.
U subsolarnoj točki udarni front stoji 1900 km iznad površine Venere. Ta je udaljenost izmjerena u 2007. godini blizu minimuma solarne aktivnosti. Blizu maksimalne solarne aktivnosti može biti nekoliko puta dalje od Venere. Magnetopauza se nalazi na visini od 300 km. Gornja granica ionosfere (ionopauza) je blizu 250 km. Između magnetopauze i ionopauze postoji magnetska barijera - lokalno pojačanje magnetskog polja, koje sprječava prolazak sunčeve plazme dublje u atmosferu Venere, barem tijekom minimalne solarne aktivnosti. Magnetsko polje u barijeri doseže do 40 nT. Magnetski rep se nastavlja do desetak radijusa planeta. To je najaktivniji dio Venerine magnetosfere. 
Zbog nedostatka intrinzičnog magnetskog polja na Veneri, sunčev vjetar prodire relativno duboko u planetarnu egzosferu i uzrokuje isparavanje atmosfere. Gubitak se događa uglavnom putem magnetskog repa. Trenutno su glavni ionski tipovi koji se gube: O+, H+ i He+. Omjer gubitka vodika i kisika je oko 2 (tj. gotovo stehiometrijski ) što ukazuje na neprekidan gubitak vode.

## Oblaci
Venerini oblaci su gusti i sastoje se uglavnom od (75-96%) kapljica sumporne kiseline. Ovi oblaci zatamnjuju površinu Venere od optičkog snimanja i odražavaju oko 75% sunčeve svjetlosti koja pada na njih. Geometrijski albedo Venere, uobičajena mjera reflektivnosti, najviša je vrijednost bilo kojeg planeta u Sunčevom sustavu. Ova velika reflektivnost potencijalno omogućuje dovoljno solarne energije bilo kojoj sondi koja istražuje oblak vrhove tako da se solarne članci mogu postaviti bilo gdje na letjelici. Gustoća oblaka vrlo je promjenjiva, a najgušći sloj iznosi oko 48,5 km, dostižući 0,1 g/ m3 slično nižem rasponu kumulonimbusnih olujnih oblaka na Zemlji.
Sloj oblaka je takav da su tipične razine svjetlosti na površini slične djelomično oblačnom vremenu na Zemlji, oko 5.000–10.000 luksa. Ekvivalentna vidljivost je oko tri kilometra, ali će vrijednost varirati zbog utjecaja vjetra. Solarni paneli na površinskoj sondi mogu prikupiti malo ili nimalo solarne energije. U stvari, zbog debelog, reflektirajućeg oblačnog pokrivača, ukupna solarna energija primljena na površini planeta manja je od Zemljine. 
Sumporna kiselina nastaje u gornjoj atmosferi Sunčevim fotokemijskim djelovanjem na ugljični dioksid, sumporov dioksid i vodenu paru. Ultraljubičasti fotoni valnih duljina manjih od 169 nm mogu fotodisocirati ugljični dioksid u ugljični monoksid i monatomski kisik. Monatomski kisik je visoko reaktivan; kad reagira sa sumpornim dioksidom, nastaje sumporni trioksid, koji se može kombinirati s vodenom parom, još jednom komponentom u atmosferi Venere, kako bi se dobila sumporna kiselina.
CO2 → CO + O
SO2 + O → SO3
2 SO3 + 4 H2O → 2 H2SO4 · H2O
Površinska vlažnost zraka manja je od 0,1%. Kiša sumporne kiseline na Veneri nikada ne dospiju na površini. Teoretizira se da je rana vulkanska aktivnost ispuštala sumpor u atmosferu, a visoke temperature spriječile su spajanje sumpora u krute spojeve na površini kao što je to bio slučaj na Zemlji. 2009. godine istaknutu svijetlu pjegu u atmosferi primijetio je amater astronom na fotografijama Venus Expressa. Uzrok je trenutno nepoznat, a površinski vulkan je predstavljen kao moguće objašnjenje.

### Munje
Oblaci Venere mogu biti sposobni stvarati munje ali rasprava o tome je u tijeku, a vulkanske munje i vilenjaci također su tema rasprave. Sovjetske sonde Venera 9 i 10 našle su dvosmislene optičke i elektromagnetske dokaze munja. Letjelica Europske svemirske agencije Venus Express 2007. uočila je određene atmosferske smetnje nižih frekvencija koje mogu biti rezultat sijevanja i pojave munja. Njihova intermitencija ukazuje na strukturu povezanu s vremenskim aktivnostima. Prema opažanjima zvižduka, stopa munja na Veneri je jednaka polovici stope munja na Zemlji, ali to je nespojivo s podacima sa svemirske letjelice Akatsuki koji ukazuju na vrlo nizak stupanj bljeskova. Mehanizam stvaranja munja na Veneri, ako postoji, ostaje nepoznat. Iako se kapljice sumporne kiseline mogu prazniti, atmosfera može biti previše električno provodljiva da bi se naboj održao, sprječavajući munje.

### Pepeljasta svjetlost
Pepeljastu svjetlost prvi je put zabilježio talijanski astronom Giovanni Riccioli 1643. godine i jedna je od najstarijih zagonetki Sunčeva sustava, a odnosi se na blagi sjaj neosvijetljenog (noćnog) dijela Venere. Slična pojava se događa i kod Mjesečeve pepeljaste svjetlosti kojeg "obasjava" reflektirana Sunčeva svjetlost sa Zemlje. Venerina pepeljasta svjetlost se najčešće primjećuje kad je Venera na večernjem nebu, to jest kada je večernji terminator okrenut prema Zemlji. Glavna objašnjenja uzroka ovog fenomena bila su svijetljenje neba i pojave munja, no kod oba slučaja problem je energetske prirode. Naime, kako bi se uočila pepeljasta svjetlost, ona mora imati jačinu od barem 10-4 odnosno 0,01% osvijetljenog diska, no uobičajeno svijetljenje noćnoga neba nije toliko snažno, dok bi pojave munja trebale biti snažnije i učestalije od onih na Zemlji kako bi objasnile ovaj fenomen. Pojavljuje li se 1000 slabijih ili 100 snažnijih munja u jednoj sekundi, teško je reći, s obzirom na to da NASA-in Pioneer Venus orbiter (lansiran 1978. godine) svojom vremenskom rezolucijom od jedne sekunde ne može prikazati pulseve unutar jedne milisekunde, a koji su povezani s pojavom munja. No, možemo reći da je spomenuti orbiter tijekom svojih kruženja zabilježio barem nekoliko munja unutar perioda od 30 sekundi.

## Mogućnost života
Zbog teških uvjeta na površini, mali dio Venere je istražen; pored činjenice da život kako se trenutno razumije možda nije nužno isti u ostalim dijelovima svemira, još nije prikazan stupanj upornosti života na samoj Zemlji. Na Zemlji postoje bića poznata kao ekstremofili koji žive u ekstremnim staništima. Termofili i hipertermofili uspijevaju pri temperaturama koje dosežu temperaturu iznad vrelišta vode, acidofili uspijevaju na pH razini od 3 ili ispod, poliekstremofili mogu preživjeti raznolik broj ekstremnih uvjeta, te mnoge druge vrste ekstremiofila.
Površinska temperatura Venere (preko 450 °C) daleko je izvan ekstremofilskog raspona, koji se proteže samo na nekoliko desetaka stupnjeva Celzijevih. Međutim, niža temperatura na vrhovima oblaka znači da bi život mogao tamo vjerojatno postojati. Predloženo je da život na Veneri tamo može postojati na isti način na koji su pronađene bakterije koje žive i razmnožavaju se u oblacima na Zemlji. Međutim, svaka takva bakterija koja živi u oblaku mora biti hiper-acidifilna zbog koncentrirane sumporne kiseline. Mikrobi u gustoj, oblačnoj atmosferi mogu biti zaštićeni od sunčevog zračenja sumpornim spojevima u zraku.
Za Venerinu atmosferu je pronađeno da je prilično izvan ravnoteže da bi zahtijevalo daljnje istraživanje. Analizom podataka iz sondi Pioneer Venus Orbiter i Magellan pronađene su kemikalije sumporovodik (HS2) sumporni dioksid (SO2) zajedno u gornjoj atmosferi, kao i karbonilni sulfid (OCS). Prva dva plina reagiraju međusobno, implicirajući da ih nešto mora proizvesti. Karbonilni sulfid je teško neorganskim načinom proizvesti, ali je prisutan u atmosferi Venere. Međutim, vulkanizam planeta mogao bi objasniti prisutnost karbonilnog sulfida. Pored toga, jedna od ranih sondi misije Venera otkrila je velike količine toksičnog klora tik ispod sloja venerinih oblaka.
Predloženo je da mikrobi na ovoj razini mogu upijati ultraljubičasto svjetlo sa Sunca kao izvor energije, što bi moglo biti moguće objašnjenje za "nepoznati UV apsorber" koji se vidi kao tamne mrlje na UV slikama. Postojanje ovog "nepoznatog UV apsorbera" potaklo je Carla Sagana da 1963. objavi članak u kojem predlaže hipotezu o mikroorganizmima u gornjoj atmosferi koji apsorbiraju UV svjetlost. Godine 2012., analiza i vertikalna raspodjela tih nepoznatih ultraljubičastih apsorbera u atmosferi Venere istražena je analizom slika Venus Monitoring Camera-e na Venus Expressu, ali njihov je sastav još uvijek nepoznat. Godine 2016. identificiran je sumporni dioksid kao mogući kandidat za izazivanje do sada nepoznate UV apsorpcije venerine atmosfere. Tamne mrlje "nepoznatih UV apsorbera" dovoljno su istaknute da utječu na vremenske prilike na Veneri.
U rujnu 2020. istraživačke studije zabilježile su otkrivanje fosfana u Venerinoj atmosferi koji nisu povezani ni s jednom poznatom abiotskom metodom proizvodnje koja je prisutna ili je moguća u Venerinim uvjetima. Kemija u oblacima trebala bi uništiti molekule fosfana prije nego što se akumulira do promatrane količine. Ali prerano je zaključiti da život postoji i izvan zemaljskih obala. Znanstvenici su upozoravali da samo otkriće treba provjeriti, jer bi otisak fosfana opisan u studiji mogao biti lažni signal dobiven obradom podataka. Fosfan može potjecati iz nepoznate fotokemije ili geokemije, ili, analogno biološkoj proizvodnji fosfana na Zemlji. Potrebno je tražiti druge spektralne značajke, dok bi uzorkovanje oblaka i površine na licu mjesta moglo ispitati izvore ovog plina.
U listopadu 2020. ponovnom analizom arhiviranog mjerenja infracrvenog spektra 2015. godine nije otkriven nikakav fosfan u Venerinoj atmosferi, postavljajući gornju granicu volumenske koncentracije fosfana na 5 dijelova na milijardu (četvrtina vrijednosti izmjerena u radiopojasu 2020. godine).
Pregledom obrade podataka korišten u izvornoj publikaciji iz rujna 2020. 21. listopada 2020. otkrivena je interpolacijska pogreška koja je rezultirala višestrukim lažnim linijama, uključujući spektralnu značajku fosfana. Ponovna analiza podataka s fiksnim algoritmom ne rezultira otkrivanjem fosfana.

## Evolucija atmosfere
Kroz studije sadašnje strukture oblaka i geologije površine, u kombinaciji s činjenicom da se svjetlost Sunca povećala za 25% otprilike 3,8 prije milijarde godina misli se da je rano okruženje Venere bilo slično današnjem Zemljinom okruženju s tekućom vodom na površini. U nekom trenutku evolucije Venere dogodio se efekt staklenika, što je dovelo do trenutne atmosfere kojom dominiraju staklenički plinovi. Vrijeme ovog prijelaza sa zemaljskog u Veneroliko nije poznato, ali se procjenjuje da se dogodilo prije 4 milijarde godina. Učinak stakleničkih plinova može biti uzrokovan isparavanjem površinske vode i porastom razine stakleničkih plinova koji je uslijedio. Venerina atmosfera je stoga dobila veliku pažnju onih koji proučavaju klimatske promjene na Zemlji.
Na planetu ne postoje geološki oblici koji bi sugerirali prisustvo vode u posljednjih milijardu godina. Međutim, nema razloga pretpostaviti da je Venera nije posjedovala procese koji su formirali Zemlju i omogućili prisustvo vode tijekom svoje rane povijesti, vjerojatno od izvornih stijena koje su oblikovale planet ili kasnije od kometa. Zajedničko mišljenje znanstvenika u istraživanju je da je voda postojala oko 600 milijuna godina na površini prije isparavanja, premda neki poput Davida Grinspoona vjeruju da je Venera mogla održavati vodu na površini i do 2 milijarde godina. Ovaj duži vremenski okvir za postojanost oceana također je podržan od strane GCM simulacija koje uključuju termičke učinke oblaka na razvijajuću Venerinu hidrosferu.

## Promatranja i mjerenja sa Zemlje
Godine 1761. ruski znanstvenik Mihail Lomonosov je u malom opservatoriju u blizini njegove kuće u Sankt Peterburgu u Rusiji, tijekom Venerinog tranzita pri dodiru Sunčeva kruga ugledao prosvijetljeni luk i zaključio da Venera ima atmosferu. Rupert Wildt je 1940. godine izračunao da će količina CO2 u atmosferi Venere podići temperaturu površine iznad točke ključanja vode. To je potvrđeno kada je Mariner 2 1962. godine radiometarskim mjerenjima temperature izvršio mjerenje temperature. 1967. Venera 4 potvrdila je da se atmosfera sastoji prije svega od ugljičnog dioksida. 
Gornja atmosfera Venere može se opažati sa Zemlje kada planet prelazi preko Sunca u rijetkom događaju poznatom kao tranzit. Posljednji solarni tranzit Venere zbio se 2012. godine. Pomoću kvantitativne astronomske spektroskopije, znanstvenici su mogli analizirati sunčevu svjetlost koja je prošla kroz atmosferu planeta i otkriti kemikalije u njoj. Kako je tehnika za analizu svjetlosti za otkrivanje podataka o atmosferi planeta tek prvi put pokazala rezultate u 2001., ovo je bila prva prilika da se na ovakav način dobiju konačni rezultati u atmosferi Venere otkad je počelo promatranje solarnih prolaza. Ovaj tranzit bio je rijetka prilika s obzirom na nedostatak podataka o dijelu atmosferi između 65 i 85 km. Venerin tranzit 2004. godine astronomima je omogućio prikupljanje velike količine podataka korisnih ne samo u određivanju sastava gornje Venerine atmosfere, već i u poboljšanju tehnika korištenih u potrazi za ekstrasolarnim planetima. Atmosfera s najvećim dijelom CO2 apsorbira zračenje blizu infracrvenog zračenja, što ga čini lako uočljivim. Tijekom tranzita 2004. godine, apsorpcija u atmosferi kao funkcija valne duljine otkrila je svojstva plinova na toj visini. Dopplerovim pomakom plinova omogućeno je i mjerenje strukture vjetra.
Tranzit Venere preko Sunca izuzetno je rijedak događaj, a posljednji tranzit Venere prije 2004. godine bio je 1882. godine. Posljednji tranzit bio je u 2012. godini; sljedeći se neće dogoditi do 2117. godine.

## Svemirske misije

### Nedavne i trenutne svemirske misije
Svemirska letjelica Venus Express koja se prethodno nalazila u orbiti oko planeta sondirala je dublje u atmosferu pomoću infracrvene slikovne spektroskopije spektralnog raspona od 1-5 µm.
JAXA-ina sonda Akatsuki (Venus Climate Orbiter), lansirana u svibnju 2010., proučava planet tijekom perioda od dvije godine, uključujući strukturu i aktivnost atmosfere, ali nije uspjela ući u orbitu Venere u prosincu 2010. godine. Drugi pokušaj postizanja orbite uspio je 7. prosinca 2015. Dizajniran posebno za proučavanje klimatskog stanja planeta, Akatsuki je prvi meteorološki satelit koji je ušao u Venerinu orbitu, te prvi meteorološki satelit koji je ušao u orbitu nekog drugog planeta. Jedna od njenih pet kamera poznata kao "IR2" ispituje atmosferu planeta ispod njenih gustih oblaka, osim kretanja i distribucije komponenti u tragovima. Uz vrlo ekscentričnu orbitu moći će slikati krupne fotografije planeta, a također bi trebale potvrditi prisutnost aktivnih vulkana kao i munje.